# آشباخ (ورن)
آشباخ (به آلمانی: Aschbach) یک رود در آلمان است که در بایرن واقع شده‌است.